# Абдукадыр Шакури
Абдукады́р Шакури́ — таджикский просветитель и педагог из Самарканда, автор ряда учебников для новометодных школ, журналист, один из известных представителей самаркандского джадидизма.

## Биография
Родился в 1875 году в кишлаке Раджабами́н, на окраине Самарканда, в семье садовника и религиозного человека. Есть сведения о том, что его отец являлся имамом. Его мать была атыном, и преподавала в домашней исламской школе для девочек.
Начальное образование получил в местной старометодной школе, затем переехал в Самарканд и поступил в медресе Арифджанбая. Позднее ознакомился с деятельностью и методикой обучения русско-туземной гимназии.  Уже в молодом возрасте начал преподавательскую деятельность и мечтал открыть собственную новометодную школу. Увлекался литературой, поэзией и историей.
Кроме родного таджикского (персидского), также владел узбекским и арабским языками. Позднее также освоил русский и турецкий языки. Читал газеты джадидистов России, в частности материалы Исмаила Гаспринского. В молодости познакомился с идеями джадидизма, а также с видными джадидами Самарканда и остальной части Средней Азии.
Был лично знаком с Махмудом Бехбуди, Абдурауфом Фитратом, Саидахмадом Васли, Саид Ризой Али-заде, Ходжи Муином, Садриддином Айни, Сыддыки Аджзи, Абдулкаюмом Курби, Туракулом Зехни, Хамзой Ниязи и другими. Джадидисты регулярно собирались у кого то дома и проводили вместе время, обсуждая планы и новости, обмениваясь мнениями, читали и обсуждали произведения и стихи. Писал статьи для ряда джадидистских газет и журналов.
Абдукадыр Шакури скончался в 1943 году, в 68-летнем возрасте.

## Просветительская деятельность
В конце 1890-х годов по приглашению джадидистов уехал в Коканд и ознакомился с местными новометодными школами, которые были открыты джадидистами. Вернулся в Самарканд, и в 1901 году открыл в родном кишлаке Раджабамин современную школу, где преподавались в основном светские науки и предметы. Помимо преподавательской деятельности в своей школе, Абдукадыр Шакури также занимался написанием учебников, которых печатал на собственные средства.
Одним из знаменитых его учебников является «Инструкция по грамоте» (тадж. Раҳнамои Савод) на персидском языке. Также он написал такие учебники, как «Джамиъ-уль-Хикаят» (1907) и «Зубдат-уль-Ашъар» (1907). Часть учебников были написаны и в сотрудничестве с Саидахмадом Васли и Махмудом Бехбуди.
В 1909 году Шакури путешествовал в Казань, где познакомился с татарскими джадидистами. В 1912 году побывал в Стамбуле, где ознакомился с методами обучения новометодных школ. Приобрёл множество знакомых и друзей.
Позднее Шакури открыл современную школу для девочек. Руководителем этой школы являлся сам Шакури, а преподавателем — его жена Разия, которая являлась атыном. Впоследствии супруги решили объединить две школы и упразднили раздельное обучение, тем самым вызвав в то время удивление местного духовенства и консервативной части населения.
В 1921 году Абдукадыр Шакури был назначен заведующим школы № 13 города Самарканда. Одновременно являлся в этой школе преподавателем языка и литературы. В 1925 году при поддержке Шакури и на средства населения одного из кишлаков на окраине Самарканда была открыта начальная школа. Был удостоен звания заслуженного работника образования.

## Память
- В честь Абдукадыра Шакури названа средняя общеобразовательная школа в Самарканде;
- Одна из улиц Самарканда названа в честь Шакури.